# 1748
| 1748                        |
| --------------------------- |
| Dødsfald - Fødsler          |
| • Begivenheder • Litteratur |

| Gregoriansk kalender | 1748 MDCCXLVIII         |
| Ab urbe condita      | 2501                    |
| Armensk kalender     | 1197 ԹՎ ՌՃՂԷ            |
| Kinesiske kalender   | 4444 – 4445 丁卯 – 戊辰 |
| Etiopisk kalender    | 1740 – 1741             |
| Jødisk kalender      | 5508 – 5509             |
| Hindukalendere       |                         |
| - Vikram Samvat      | 1803 – 1804             |
| - Shaka Samvat       | 1670 – 1671             |
| - Kali Yuga          | 4849 – 4850             |
| Iransk kalender      | 1126 – 1127             |
| Islamisk kalender    | 1161 – 1162             |

Konge i Danmark: Frederik 5. 1746-1766
Se også 1748 (tal)

## Begivenheder
- 13. september – Pengeombytning i Danmark; Gamle pengesedler skal ombyttes med nye inden 14 dage, hvorefter de gamle sedler bliver ugyldige
- 30. september - Københavns magistrat inddeler hovedstaden i skorstensfejerdistrikter
- 18. december - Det Danske Comediehus åbner - det bliver senere til Det Kongelige Teater

## Født
- 7. maj - Olympe de Gouges, født Marie Gouze fransk forfatterinde og feminist (død 1793).
- Christian Ditlev Reventlow
- Jacques-Louis David, maler.

## Kunst
- Giambattista Nolli færdiggør det hidtil mest præcise kort over Rom: Pianta Grande di Roma.